# Соціальні сироти
Соціальні сироти - це особлива соціально-демографічна група дітей, які внаслідок соціальних, економічних та морально-психологічних причин залишились сиротами при живих батьках. До них належать і безпритульні та бездоглядні діти, тобто діти вулиці.
Соціальне сирітство — це соціальне явище, яке виникло у XXI столітті, спричинене ухиленням або відстороненням батьків від виконання батьківських обов'язків, по відношенню до неповнолітньої дитини. В Україні феномен соціального сирітства за період незалежності набув великого обсягу в зв'язку з обширною трудовою імміграцією яка охопила усі регіони країни.

## Причини соціального сирітства
- Зростання рівня алкоголізації населення України
- Низький рівень матеріального забезпечення сімей з дітьми.
- Безвідповідальне ставлення батьків до виконання своїх обов'язків стосовно дітей.
- Зловживання батьками наркотичними засобами.
- Перебування батьків у місцях позбавлення волі.
- Виїзд батьків закордон на заробітки.
- Зниження рівня моральності населення України, ослаблення сімейних устоїв.
- Агресивна поведінка батьків, брутальне та жорстоке поводження з дітьми, що становить загрозу дитячому життю і здоров'ю.
- Збільшення рівня смертності населення.
- Психічні захворювання.

## Трудова міграція та великий ріст соціального сирітства в Україні
Процеси пов’язані з трудовою міграцією, відбиваються  на українській родині і часто зумовлюють кризу сім’ї. В результаті розповсюдження феномену трудової міграції за час незалежності України багато дітей залишились без належної опіки через поїздки батьків на заробітки закордон. Для таких сімей характерна епізодичність виховних впливів на дітей, недоліки сімейних стосунків, що призводять до «емоційного» відторгнення батьків дітьми, відсутність взаєморозуміння дітей з мікросередовищем та інше. Психологічні травми, яких зазнають діти за умов тривалої розлуки з батьками, розриву родинних зв’язків, часто внаслідок жорстокого поводження з ними з боку родинного, шкільного оточення, призводять до негативного сприйняття реалій і оточення, пошуку прихистку у молодіжних кримінальних середовищах, дитячого алкоголізму, наркоманії та проституції. Окрім того, утворюється своєрідний пласт утриманців – молодих працездатних людей, які живуть за надіслані їм кошти, зароблені їхніми батьками.